# 母語話者獲得
母語話者獲得（ぼごわしゃかくとく）とは、母語話者を持っていなかったピジン言語や人工言語などが母語話者を獲得し、完全な言語として実質的機能を果たせるようになること。
ピジン言語や未発達な人工言語の場合はしばしばクレオール言語になり、エスペラントのように発達した人工言語の場合はそのままの形で習得される。言語の表現力は母語話者と非母語話者の間に決定的な違いがあるため、これが起こる前と後では其の言語の表現力が大きく変化する。